# Synapha bicolor
Synapha bicolor är en tvåvingeart som beskrevs av Shaw och Fisher 1952. Synapha bicolor ingår i släktet Synapha och familjen svampmyggor. Inga underarter finns listade i Catalogue of Life.